# Leon Festinger
Leon Festinger (Nueva York, 8 de mayo de 1919-Nueva York, 11 de febrero de 1989) fue un psicólogo social estadounidense que originó la teoría de la disonancia cognitiva y la teoría de la comparación social. A sus teorías e investigaciones se atribuye en gran medida el rechazo de la visión comportamentalista de la psicología social hasta entonces dominante, al demostrar la inadecuación de las explicaciones del comportamiento humano basadas en el condicionamiento estímulo-respuesta.  . A Festinger también se le atribuye el avance del uso de la experimentación de laboratorio en psicología social, aunque simultáneamente subrayó la importancia de estudiar situaciones de la vida real, un principio que practicó cuando se infiltró personalmente en una secta del juicio final. También es conocido en teoría de las redes sociales por el efecto de proximidad (o propinquidad).
Festinger estudió psicología con Kurt Lewin, una figura importante de la psicología social moderna, en la Universidad de Iowa, graduándose en 1941; sin embargo, no desarrolló un interés en la psicología social hasta después de unirse a la facultad en el Centro de Investigación de Lewin para la Dinámica de Grupos en el Instituto Tecnológico de Massachusetts en 1945.  A pesar de su preeminencia en la psicología social, Festinger se dedicó a la investigación de la percepción visual en 1964 y luego a la arqueología, la historia y las ciencias de la evolución humana en 1979 hasta su muerte en 1989.  Tras B. F. Skinner, Jean Piaget, Sigmund Freud y Albert Bandura, Festinger fue el quinto psicólogo más citado del siglo XX.

## Biografía
Fue autor de A Theory of Cognitive Dissonance (Teoría de la disonancia cognitiva, 1957), obra en la que expone su teoría de la disonancia cognitiva, que revolucionó el campo de la psicología social, y que ha tenido múltiples aplicaciones en áreas tales como la motivación, la dinámica de grupos, el estudio del cambio de actitudes y la toma de decisiones. En su teoría, señala que en la mente de los sujetos se puede distinguir una serie de conocimientos o elementos (cogniciones) «... es decir todo lo que una persona sabe acerca de sí misma, de su conducta y de sus circunstancias» y que algunos de estos conocimientos pueden ser contradictorios, no solamente desde el punto de vista lógico, sino también desde el psicológico, entre sí, p. ej., la idea de que el código de la circulación ha de ser respetado puede estar en contradicción con el conocimiento de que en este momento me estoy saltando un semáforo rojo.
Esta contradicción es lo que el autor denomina disonancia cognitiva. Cuando hay disonancia cognitiva, el sujeto se ve motivado a reducirla.
Para ello ha de cambiar su conducta, si ello es posible, y si no lo es, lo cual ocurre en muchos casos (por ejemplo al evaluar un hecho ya acontecido, por la incapacidad de actuar sobre el pasado), entonces tratará de cambiar sus cogniciones o la valoración de las mismas.
Hemos de entrar en un conflicto con respecto a nuestra toma de decisión, pero para que ésta sea disonante necesita ser forzosamente relevante para nosotros.
Es decir, las personas seleccionamos aquellas percepciones que confirman nuestros pensamientos independientemente de si son hechos reales o no con tal de reducir nuestra disonancia cognitiva.

## Disonancia cognitiva
El trabajo seminal de Festinger de 1957 integró la literatura de investigación existente sobre la influencia y la comunicación social bajo su teoría de la disonancia cognitiva. La teoría fue motivada por un estudio de rumores inmediatamente después de un grave terremoto en la India en 1934. Entre las personas que sintieron la sacudida pero no sufrieron daños a causa del terremoto, circularon y se aceptaron ampliamente rumores sobre desastres aún peores que se avecinaban. Aunque parezca contraintuitivo que la gente decida creer rumores que "provocan miedo", Festinger razonó que estos rumores en realidad "justificaban el miedo",  Los rumores funcionaban para reducir la inconsistencia de los sentimientos de miedo de la gente a pesar de no experimentar directamente los efectos del terremoto, dándoles una razón para tener miedo.
Festinger describió las hipótesis básicas de la disonancia cognitiva de la siguiente manera:
1. La existencia de disonancia [o inconsistencia], al ser psicológicamente incómoda, motivará a la persona a intentar reducir la disonancia y alcanzar la consonancia [o consistencia].
2. Cuando existe disonancia, además de intentar reducirla, la persona evitará activamente situaciones e información que probablemente aumenten la disonancia.
La reducción de la disonancia puede lograrse cambiando la cognición mediante el cambio de acciones, o adquiriendo selectivamente nueva información u opiniones. Para utilizar el ejemplo de Festinger de un fumador que sabe que fumar es malo para su salud, el fumador puede reducir la disonancia eligiendo dejar de fumar, cambiando sus pensamientos sobre los efectos de fumar (p. ej., fumar no es tan malo para la salud como afirman los demás) o adquiriendo conocimientos que apunten a los efectos positivos de fumar (p. ej., fumar previene el aumento de peso).
Festinger y James M. Carlsmith publicaron su clásico experimento de disonancia cognitiva en 1959. En el experimento, se pedía a los sujetos que realizaran durante una hora tareas aburridas y monótonas (por ejemplo, llenar y vaciar repetidamente una bandeja con 12 carretes y girar 48 clavijas cuadradas en un tablero en el sentido de las agujas del reloj). A algunos sujetos, a los que se les hizo creer que su participación en el experimento había concluido, se les pidió entonces que hicieran un favor al experimentador diciéndole al siguiente participante, que en realidad era un confederado, que la tarea había sido extremadamente agradable. Se creó una disonancia para los sujetos que hacían el favor, ya que la tarea era aburrida. La mitad de los sujetos pagados recibieron 1 dólar por el favor, mientras que los de la otra mitad recibieron 20 dólares. A los que se les pagó 1$ se les obligó a reducir la disonancia cambiando sus opiniones sobre la tarea para producir consonancia con su comportamiento de informar de que la tarea era agradable. Los sujetos a los que se les pagó 20 dólares experimentaron menos disonancia, ya que el gran pago les proporcionó consonancia con su comportamiento; por lo tanto, calificaron la tarea como menos agradable y sus calificaciones fueron similares a las de aquellos a los que no se les pidió que realizaran el favor causante de disonancia.

## Legado
La teoría de la comparación social y la disonancia cognitiva han sido descritas por otros psicólogos como "las dos teorías más fructíferas de la psicología social" La disonancia cognitiva ha sido descrita en diversas ocasiones como "el logro más notable de la psicología social" "el desarrollo más importante de la psicología social hasta la fecha" y una teoría sin la cual "la psicología social no sería lo que es hoy". La disonancia cognitiva generó décadas de investigación relacionada, desde estudios centrados en un mayor refinamiento y desarrollo teórico hasta dominios tan variados como la toma de decisiones, la socialización de los niños y la preferencia por los colores.
Además, a Festinger se le atribuye el ascenso de la experimentación de laboratorio en la psicología social como alguien que "convirtió el experimento en un poderoso instrumento científico con un papel central en la búsqueda del conocimiento". En un obituario publicado por la revista American Psychologist se afirmaba que era "dudoso que la psicología experimental existiera en absoluto" sin Festinger. Sin embargo, parece que Festinger desconfiaba de las onerosas exigencias de una mayor precisión empírica. Advirtiendo sobre los peligros de tales demandas cuando los conceptos teóricos aún no están completamente desarrollados, Festinger afirmó: "La investigación puede dirigirse cada vez más a las pequeñas imprecisiones de la investigación previa en lugar de a cuestiones más amplias; la gente puede perder de vista los problemas básicos porque el campo se define por la investigación en curso"." También hizo hincapié en que la experimentación de laboratorio "no puede existir por sí misma", sino que "debe haber una interrelación activa entre la experimentación de laboratorio y el estudio de situaciones de la vida real".".  Además, aunque se alaba a Festinger por su rigor teórico y su enfoque experimental de la psicología social, se considera que contribuyó al "distanciamiento entre la psicología social básica y la aplicada en Estados Unidos"  Se "convirtió en un símbolo del científico experimental puro, de mente dura y orientado a la teoría", mientras que Ron Lippitt, un miembro de la facultad del Centro de Investigación de Lewin para la Dinámica de Grupos con el que Festinger se enfrentaba a menudo, "se convirtió en un símbolo del practicante de la psicología social aplicada, de mente difusa y bienhechor" .
Uno de los mayores impactos de los estudios de Festinger radica en su "representación del comportamiento social como las respuestas de un organismo pensante que actúa continuamente para poner orden en su mundo, en lugar de como los impulsos ciegos de una criatura de emoción y hábito", como se cita en su Premio a la Contribución Científica Distinguida. El conductismo, que había dominado la psicología hasta ese momento, caracterizaba al hombre como una criatura de hábitos condicionada por procesos de refuerzo estímulo-respuesta. Los conductistas se centraban únicamente en lo observable, es decir, la conducta y las recompensas externas, sin hacer referencia a los procesos cognitivos o emocionales. Teorías como la disonancia cognitiva no podían explicarse en términos conductistas. Por ejemplo, la simpatía era simplemente una función de la recompensa según el conductismo, por lo que una mayor recompensa produciría una mayor simpatía; el experimento de Festinger y Carlsmith demostró claramente una mayor simpatía con una menor recompensa, un resultado que requería el reconocimiento de los procesos cognitivos. Con las teorías de Festinger y la investigación que generaron, "el control monolítico que la teoría del refuerzo había ejercido sobre la psicología social se rompió de forma efectiva y permanente"..

## Obra
- Allyn, J., & Festinger, L. (1961). Effectiveness of Unanticipated Persuasive Communications. Journal of Abnormal and Social Psychology, 62(1), 35–40.
- Back, K., Festinger, L., Hymovitch, B., Kelley, H., Schachter, S., & Thibaut, J. (1950). The methodology of studying rumor transmission. Human Relations, 3(3), 307–312.
- Brehm, J., & Festinger, L. (1957). Pressures toward uniformity of performance in groups. Human Relations, 10(1), 85–91.
- Cartwright, D., & Festinger, L. (1943). A quantitative theory of decision. Psychological Review, 50, 595–621.
- Coren, S., & Festinger, L. (1967). Alternative view of the "Gibson normalization effect". Perception & Psychophysics, 2(12), 621–626.
- Festinger, L. (1942a). A theoretical interpretation of shifts in level of aspiration. Psychological Review, 49, 235–250.
- Festinger, L. (1942b). Wish, expectation, and group standards as factors influencing level of aspiration. Journal of Abnormal and Social Psychology, 37, 184–200.
- Festinger, L. (1943a). Development of differential appetite in the rat. Journal of Experimental Psychology, 32(3), 226–234.
- Festinger, L. (1943b). An exact test of significance for means of samples drawn from populations with an exponential frequency distribution. Psychometrika, 8, 153–160.
- Festinger, L. (1943c). A statistical test for means of samples from skew populations. Psychometrika, 8, 205–210.
- Festinger, L. (1943d). Studies in decision: I. Decision-time, relative frequency of judgment and subjective confidence as related to physical stimulus difference. Journal of Experimental Psychology, 32(4), 291–306.
- Festinger, L. (1943e). Studies in decision: II. An empirical test of a quantitative theory of decision. Journal of Experimental Psychology, 32(5), 411–423.
- Festinger, L. (1946). The significance of difference between means without reference to the frequency distribution function. Psychometrika, 11(2), 97–105.
- Festinger, L. (1947a). The role of group belongingness in a voting situation. Human Relations, 1(2), 154–180.
- Festinger, L. (1947b). The treatment of qualitative data by scale analysis. Psychological Bulletin, 44(2), 149–161.
- Festinger, L. (1949). The analysis of sociograms using matrix algebra. Human Relations, 2(2), 153–158.
- Festinger, L. (1950). Informal social communication. Psychological Review, 57(5), 271–282.
- Festinger, L. (1950b). Psychological Statistics. Psychometrika, 15(2), 209–213.
- Festinger, L. (1951). Architecture and group membership. Journal of Social Issues, 7(1–2), 152–163.
- Festinger, L. (1952). Some consequences of de-individuation in a group. Journal of Abnormal and Social Psychology, 47(2), 382–389.
- Festinger, L. (1954). A theory of social comparison processes. Human Relations, 7, 117–140.
- Festinger, L. (1955a). Handbook of social psychology, vol 1, Theory and method, vol 2, Special fields and applications. Journal of Applied Psychology, 39(5), 384–385.
- Festinger, L. (1955b). Social psychology and group processes. Annual Review of Psychology, 6, 187–216.
- Festinger, L. (1957). A Theory of Cognitive Dissonance. Stanford, CA: Stanford University Press.
- Festinger, L. (1959a). Sampling and related problems in research methodology. American Journal of Mental Deficiency, 64(2), 358–369.
- Festinger, L. (1959b). Some attitudinal consequences of forced decisions. Acta Psychologica, 15, 389–390.
- Festinger, L. (1961). The psychological effects of insufficient rewards. American Psychologist, 16(1), 1–11.
- Festinger, L. (1962). Cognitive dissonance. Scientific American, 207(4), 93–107.
- Festinger, L. (1964). Behavioral support for opinion change. Public Opinion Quarterly, 28(3), 404–417.
- Festinger, L. (Ed.). (1980). Retrospections on Social Psychology. Oxford: Oxford University Press.
- Festinger, L. (1983). The Human Legacy. New York: Columbia University Press.
- Festinger, L. (1981). Human nature and human competence. Social Research, 48(2), 306–321.
- Festinger, L., & Canon, L. K. (1965). Information about spatial location based on knowledge about efference. Psychological Review, 72(5), 373–384.
- Festinger, L., & Carlsmith, J. M. (1959). Cognitive consequences of forced compliance. The Journal of Abnormal and Social Psychology, 58(2), 203–210.
- Festinger, L., Cartwright, D., Barber, K., Fleischl, J., Gottsdanker, J., Keysen, A., & Leavitt, G. (1948). A study of rumor transition: Its origin and spread. Human Relations, 1(4), 464–486.
- Festinger, L., Gerard, H., Hymovitch, B., Kelley, H. H., & Raven, B. (1952). The influence process in the presence of extreme deviates. Human Relations, 5(4), 327–346.
- Festinger, L., & Holtzman, J. D. (1978). Retinal image smear as a source of information about magnitude of eye-movement. Journal of Experimental Psychology-Human Perception and Performance, 4(4), 573–585.
- Festinger, L., & Hutte, H. A. (1954). An experimental investigation of the effect of unstable interpersonal relations in a group. Journal of Abnormal and Social Psychology, 49(4), 513–522.
- Festinger, L., & Katz, D. (Eds.). (1953). Research methods in the behavioral sciences. New York, NY: Dryden.
- Festinger, L., & Maccoby, N. (1964). On resistance to persuasive communications. Journal of Abnormal and Social Psychology, 68(4), 359–366.
- Festinger, L., Riecken, H. W., & Schachter, S. (1956). When Prophecy Fails. Minneapolis, MN: University of Minnesota Press.
- Festinger, L., Schachter, S., & Back, K. (1950). Social Pressures in Informal Groups: A Study of Human Factors in Housing. Stanford, CA: Stanford University Press.
- Festinger, L., Sedgwick, H. A., & Holtzman, J. D. (1976). Visual-perception during smooth pursuit eye-movements. Vision Research, 16(12), 1377–1386.
- Festinger, L., & Thibaut, J. (1951). Interpersonal communication in small groups. Journal of Abnormal and Social Psychology, 46(1), 92–99.
- Festinger, L., Torrey, J., & Willerman, B. (1954). Self-evaluation as a function of attraction to the group. Human Relations, 7(2), 161–174.
- Hertzman, M., & Festinger, L. (1940). Shifts in explicit goals in a level of aspiration experiment. Journal of Experimental Psychology, 27(4), 439–452.
- Hochberg, J., & Festinger, L. (1979). Is there curvature adaptation not attributable to purely intravisual phenomena. Behavioral and Brain Sciences, 2(1), 71–71.
- Hoffman, P. J., Festinger, L., & Lawrence, D. H. (1954). Tendencies toward group comparability in competitive bargaining. Human Relations, 7(2), 141–159.
- Holtzman, J. D., Sedgwick, H. A., & Festinger, L. (1978). Interaction of perceptually monitored and unmonitored efferent commands for smooth pursuit eye movements. Vision Research, 18(11), 1545–1555.
- Komoda, M. K., Festinger, L., & Sherry, J. (1977). The accuracy of two-dimensional saccades in the absence of continuing retinal stimulation. Vision Research, 17(10), 1231–1232.
- Miller, J., & Festinger, L. (1977). Impact of oculomotor retraining on visual-perception of curvature. Journal of Experimental Psychology-Human Perception and Performance, 3(2), 187–200.
- Schachter, S., Festinger, L., Willerman, B., & Hyman, R. (1961). Emotional disruption and industrial productivity. Journal of Applied Psychology, 45(4), 201–213.